# Abbazia di Bebenhausen
L'abbazia di Bebenhausen è stata un'abbazia cistercense ubicata nel villaggio di Bebenhausen (oggi facente parte del comune di Tubinga), nel Baden-Württemberg, in Germania. 

## Storia
Fu costruito da Rodolfo I, conte di Tubinga, intorno al 1183. In seguito, Rodolfo lo donò ai monaci cistercensi.
Dopo la Riforma protestante gli edifici dell'abbazia furono usati in tempi diversi come seminario, residenza di caccia dei Re del Württemberg e Landtag dello stato del Württemberg-Hohenzollern.

## Galleria d'immagini

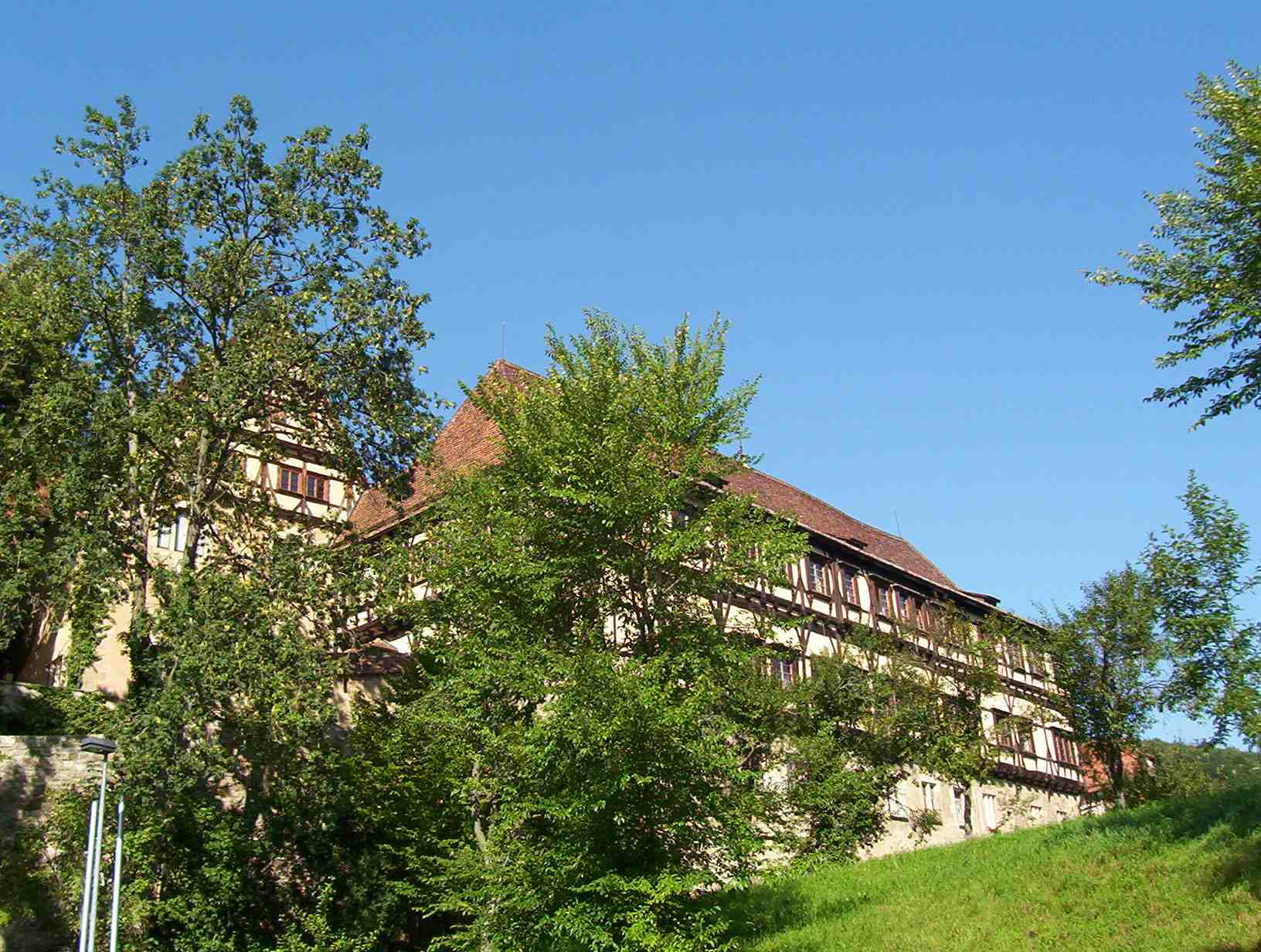
L'abbazia
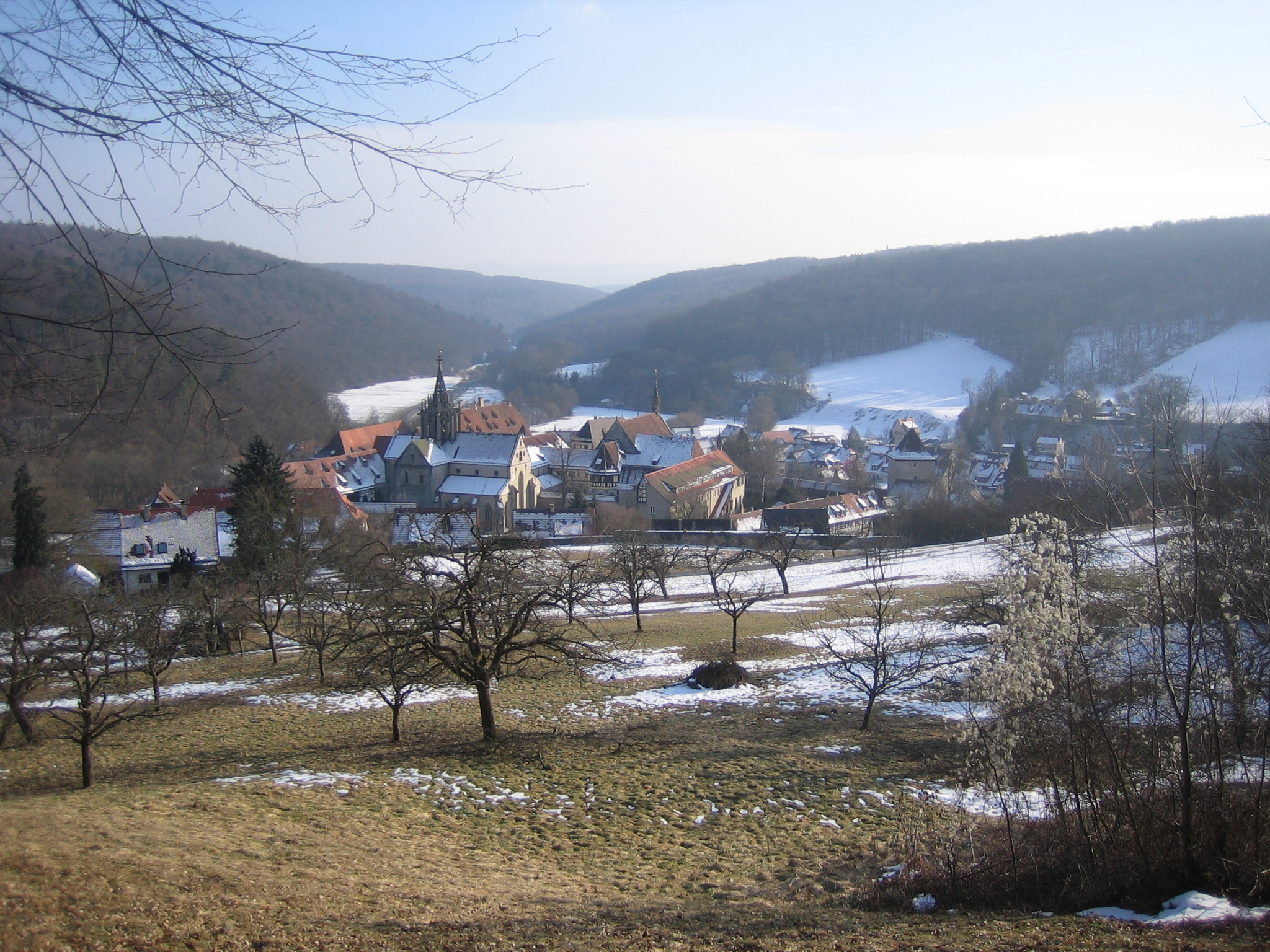
Vista da nord
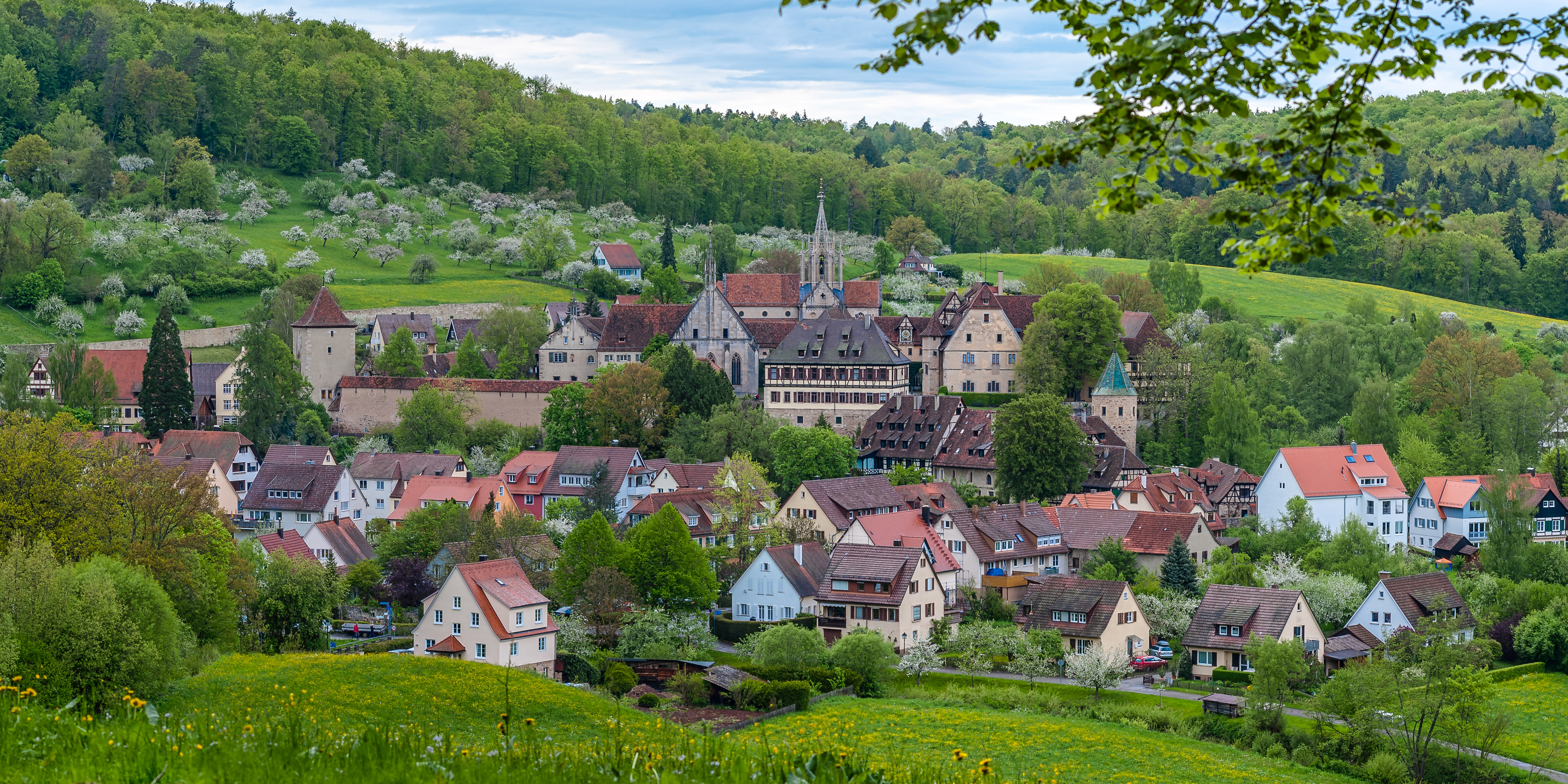
Veduta dell'Abbazia nel suo contesto locale